# Кубок Рио
Кубок Рио (Copa Rio) был первым межконтинентальным футбольным турниром для клубов. Бразильская пресса того времени назвала его «клубным чемпионатом мира» — название, которое позже также применялось к Межконтинентальному кубку.
Все три Кубка Рио проходили в Рио-де-Жанейро и Сан-Паулу (Бразилия), они были организованы бразильской конфедерацией футбола и одобрены неофициально ФИФА.
Наследником турнира в 1953 году стал Torneio Octogonal Rivadavia Corrêa Meyer 1953. У него несколько изменился формат, среди участников стали преобладать бразильские клубы (5 из 8 участников), вследствие чего он утратил статус межконтинентального турнира.
Бразильские клубы Палмейрас  и Флуминенсе просили ФИФА признать турниры чемпионатами мира для клубов, но мировая федерация отреагировала отрицательно.
| Год        | Победитель | Счёт     | Финалист   | Место проведения                             |
| ---------- | ---------- | -------- | ---------- | -------------------------------------------- |
| 1952 Обзор | Флуминенсе | 2:0, 2:2 | Коринтианс | Пакаэмбу, Сан-Паулу Маракана, Рио-де-Жанейро |
| 1951 Обзор | Палмейрас  | 1:0, 2:2 | Ювентус    | Пакаэмбу, Сан-Паулу Маракана, Рио-де-Жанейро |